# 東王父

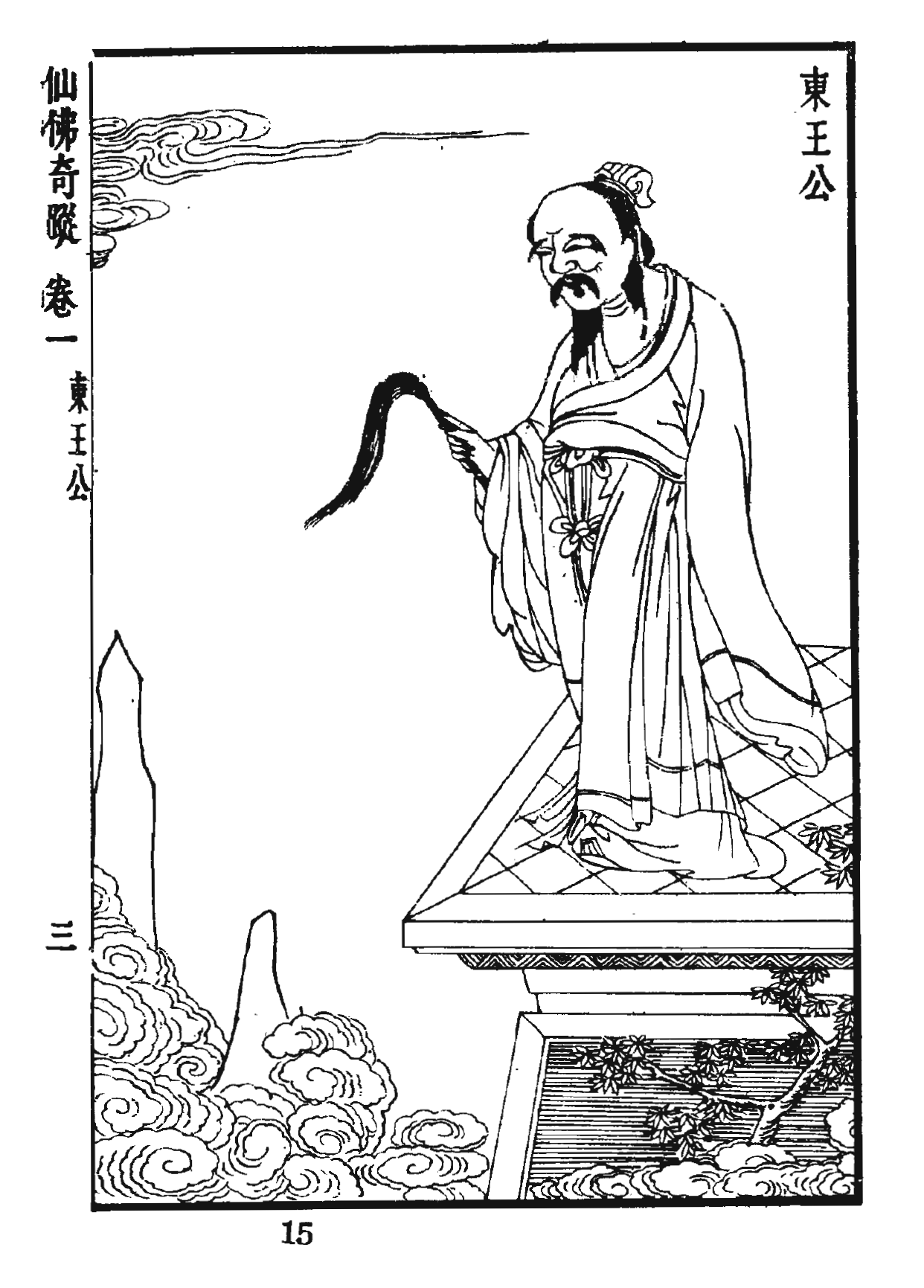
東王父

東王父（とうおうふ）は、中国の神話上の仙人。西王母に対応する。西王母が女仙を統率するのに対し、東王父は男仙を統率する。東王公、木公、扶桑大帝東皇父、東帝、東華帝君、東父、東君、東華木公上相青童道君、東霞木公上相青童道君、東華至極少陽木父天尊、東華大司命少陽帝君王公木父天尊、元陽慈父東霞扶桑大帝木公尊神道君とも。

## 概要
古代中国の神仙思想では、はるか西方に西王母の司る来世の仙界である崑崙山があり、東海に東王父の司る現世の仙界である、蓬萊・方丈・瀛州の三神山が浮かぶとされていた。
西王母が、神話や伝説、小説などに頻繁に登場するのに対し、東王父は、あまり登場しない。これは、西王母が先に成立し、それに対応する形で東王父が生まれたとされる成立事情に関係があると思われる。
道教の文献によれば、東王父は東華の至真の気によって化生し、碧海の上・蒼霊の墟に生まれ、西王母とともに万物を生み育み、東方を治め、陽和の気を主宰する。名は倪で字は君明で（あるいは、姓は無為、字は君解）、上天下地の男性の登仙得道した者（天に昇って仙人になる男性）は、みな彼のもとに所属する。
張君房の『雲笈七籤』に収録された「道蔵三洞経」では、東王父は青陽の元気、万神の先祖である。姓は無為で字は君鮮（あるいは君解）で、上は太清雲曜五色を有し、下は東方の蓬萊山を治め、上上太一道君と皇天上帝太上道君に次ぐ三番目の神仙に列している。